# Медзмариашвили, Нодари Акакиевич
}}
Нодари Акакиевич Медзмариашвили — советский хозяйственный, государственный и политический деятель. Лауреат премии Совета Министров СССР. Депутат Верховного Совета Грузинской ССР 9-11-го созывов.

## Биография
Родился в 1929 году. Член КПСС с 1955 года.
С 1952 года — на хозяйственной, общественной и политической работе. В 1952—2012 гг. — начальник участка строительства шахты в г. Донецке, в строительных управлениях в г. Макеевке, главный инженер строительного управления № 12, начальник строительного управления № 2 треста «Чистяковшахтострой», главный инженер различных строительных трестов в городах Шахтерск и Донецк, главный специалист, заместитель начальника управления, главный инженер, начальник комбината «Донецкжилстрой», первый заместитель Министра, затем Министр строительства Грузинской
ССР, первый заместитель Председателя Госплана Грузинской ССР, постоянный представитель Совета Министров Грузинской ССР при Совете Министров СССР, посол Грузии в России, заместитель министра строительства и архитектуры Грузии, заместитель генерального директора, генеральный директор Российского народного художественного фонда.
Делегат XXIV съезда КПСС. Жил в Москве.
Скончался 25 апреля 2022 года.

### Семья
Жена - Галина Игнатьевна Медзмариашвили; писатель и журналистка газеты «Вечерний Тбилиси».

## Награды
- Почётная грамота Кабинета Министров Украины (22 марта 2004 года) — за весомый личный вклад в развитие экономики Украины, укрепление сотрудничества между Украиной и Российской Федерацией[5]